# Disturbia (singolo)
Disturbia è un brano musicale della cantante barbadiana Rihanna, pubblicato come terzo singolo estratto dalla ristampa del suo terzo album di inediti, Good Girl Gone Bad, e settimo complessivo. Il brano è stato scritto da Brian Seals, Andre Merritt, Robert Allen e Chris Brown, e prodotto da Brian Kennedy. Ha avuto un impatto sulla Contemporary hit radio il 17 giugno 2008 ed è stato pubblicato come CD fisico in Regno Unito il 22 luglio 2008. Disturbia è un brano uptempo dance-pop ed elettropop con un ritmo repentino che rimanda al singolo Don't Stop the Music nel 2007. Nel testo, il brano parla delle strane paure che affliggono Rihanna.
Il brano ha incontrato il favore di molti critici musicali contemporanei, molti dei quali l'hanno esaltato per il tono musicale e il testo oscuri. Negli Stati Uniti, Billboard ha compilato il brano alla numero nove nell'elenco dei "Brani dell'estate 2008". Inoltre, About.com gli ha concesso il secondo posto nell'elenco dei "Brani più belli di Rihanna" e l'ottavo posto in quello dei "Migliori usi di Auto-Tune nella musica pop". Disturbia ha fruttato a Rihanna un riconoscimento per il "Miglior brano internazionale" durante i NRJ Music Award 2009 e una nomination per il Miglior brano dance in occasione della cerimonia dei Grammy Awards.
Il brano ha raccolto un grande successo, raggiungendo la numero uno nelle Fiandre e in Nuova Zelanda. In seguito, è riuscito a insediarsi alla numero uno negli Stati Uniti e l'ha mantenuta per due settimane consecutive.
Il video, diretto dall'assistente di Rihanna, Anthony Mandler, mostra una Rihanna prigioniera dei suoi incubi in un seminterrato, con sequenze che scorrono sulle multiple personalità della cantante rinchiusa in una cella, fusa con una parete con una ragnatela sul corpo intessuta da una tarantola, che avvolge con le sue braccia un manichino.
La canzone, originariamente, doveva essere inserita nell'album del cantante Chris Brown, Exclusive. Brown ha però sentito che la canzone sarebbe risultata migliore se eseguita da una donna. La Def Jam aveva considerato di utilizzare la canzone per il prossimo album di Rihanna, avendo già registrato Take a Bow per la riedizione di Good Girl Gone Bad. Ma lei e il suo team ritenevano che la canzone poteva essere un singolo estivo e quindi bisognava registrarla. Alla fine è stato deciso che Disturbia sarebbe stato il settimo singolo dopo Take a Bow.
Nella canzone la cantante usa l'Auto-Tune.

## Il brano

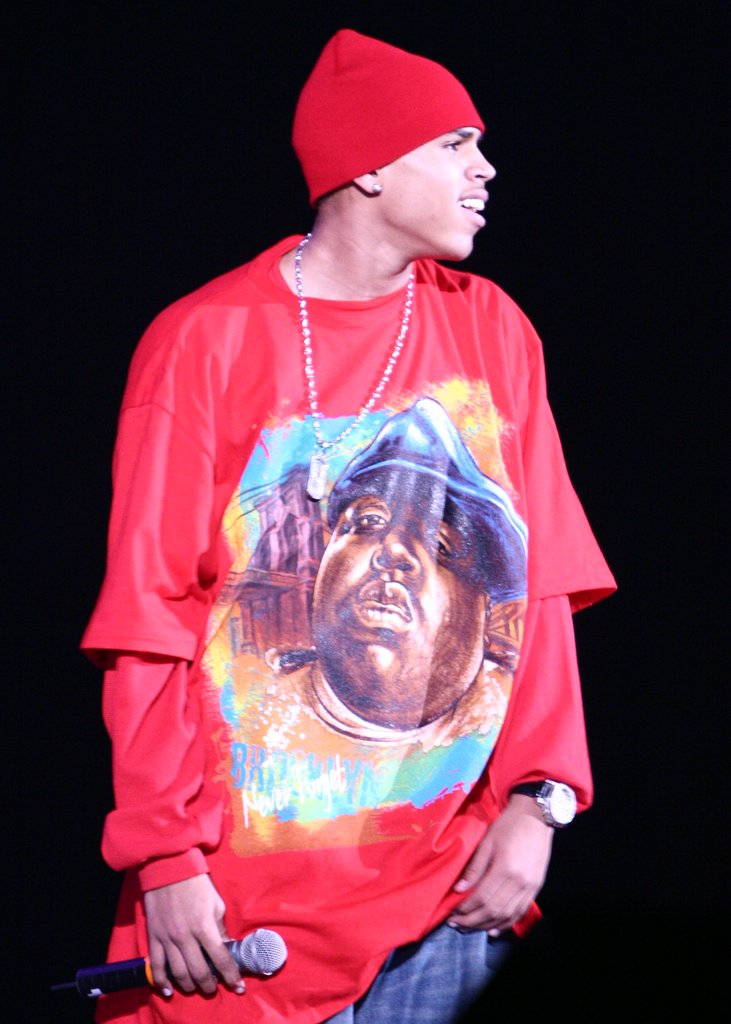
Chris Brown ha scritto la canzone insieme a Andre Merritt

Per la scrittura del brano, Chris Brown s'ispirò all'"andare fuori di testa e avere sensazioni strane". In un'intervista concessa all'USA Today, ha descritto le proprie sensazioni nell'assegnare il brano a Rihanna. "È fantastico scrivere musica perché se hai un concetto nella tua testa che vorresti scrivere, puoi scriverlo e affidarlo e riaffidarlo al cantante opportuno se questo non è adatto personalmente a te perché potrebbe pur essere un'ottima idea." Brown e Andre Merritt hanno infine inciso una demo del brano prima d'offrirlo a Rihanna.
Disturbia fu subito inciso nel 2008 nei Rocky Mountain Recorders a Denver, in Colorado. Rihanna ha parlato con Nick Levine di Digital Spy del momento d'incisione: "Sono andata in studio per fare musica come piace a me. Ho subito trovato me stessa". In un'intervista, Rihanna ha chiarito che Disturbia non narra necessariamente di un'esperienza personale. Alcuni critici si sono cervellati ad interpretare il senso di Disturbia e hanno colto che in esso Rihanna manifesti orrore ma hanno infine ribadito che il testo non ha senso.
Quando Good Girl Gone Bad fu ristampato, Rihanna richiamò L.A. Reid, il padrone della Def Jam, proponendogli di estrarre Disturbia come singolo e seguito di Take a Bow. Parlando con MTV News, Reid ha detto, "È stata la prima volta che Rihanna è venuta da me per dirmi 'Ecco la canzone che voglio lanciare'. Ha cantato il brano per me e ne ha preso il controllo [...] Ormai ha capito cosa va e cosa non va, e sa cosa vuole dire."

## Stile
Disturbia è un uptempo dance-pop ed electropop con un ritmo bollente, robusto. Come Don't Stop the Music, il brano mantiene le qualità di una musica da ballo e per discoteca. Un urlo da cinema horror apre il brano, seguito dal balbettio dell'hook "Bum-bum-be-dum-bum-bum-be-dum-bum" che rimanda all'hook "Ella-ella-ella-ey-ey-ey" di Umbrella.
Disturbia è un brano tenebroso solcato da frequenti voci secondarie che a momenti regolari si sovrappongono a quella principale, conferendo un effetto drammatico ed inquietante. Nel ritornello le voci corali di Brown e Merritt, autori del brano, s'appropriano della scena e incontrano a intervalli la voce di Rihanna.
Fraser McAplpine da BBC Music ha reclamato che il ritornello del brano potesse essere paragonato a Blue (Da Ba Dee) degli Eiffel 65. Il brano sfrutta alcuni effetti vocali.

## Vendite
Disturbia ha esordito nella Billboard Hot 100 alla numero diciotto il 26 giugno 2008, divenendo il sesto singolo tra i primi venti posti estratto da Good Girl Gone Bad. La settimana del 14 agosto 2008 il singolo ha raggiunto la numero della classifica, vendendo oltre 148 000 download secondo Nielsen SoundScan e ha spodestato I Kissed a Girl di Katy Perry dopo sette settimane di dominio. Disturbia è divenuta la quarta numero uno di Rihanna nella classifica dopo SOS, Umbrella e Take a Bow.

## Video musicale
Il video di Disturbia è stato filmato il 1º luglio 2008 a Los Angeles. In un primo momento era stato annunciato che il video sarebbe stato diretto dal fotografo e regista statunitense David LaChapelle, che anni prima aveva diretto Dirrty di Christina Aguilera nel 2002 e Rich Girl di Gwen Stefani nel 2004. In seguito alcune riviste hanno annunciato che il regista sarebbe stato sostituito da Anthony Mandler Rihanna stessa ha co-diretto il video collaborando per la seconda volta con il regista dopo il video di Don't Stop the Music. Dopo una serie di cambiamenti di data, è stato ufficialmente pubblicato solamente su iTunes il 22 luglio 2008 per un esclusivo periodo di 48 ore. In seguito è stato reso disponibile sia su YouTube sia su MTV. Si svolge in ambienti cupi e tenebrosi, proprio perché vuole rappresentare il tema della canzone, ovvero uno stato di angoscia e confusione mentale. Di seguito è riportato il link del video su YouTube  e il videoclip dura 4:23 min.
Il video inizia con Rihanna, tutta vestita e truccata di colore nero, che passa la mano destra, con lunghe unghie nere, sui tasti d'un piano e guarda lo schermo. Si vede accanto a lei un uomo suonatamburi e poi s'alternano in modo dissipato e poi più definito, le scene d'alcuni giovani dall'espressione abbastanza tetra. Poi la cantante è seduta su una sedia con un ventaglio ad ascoltare i lamenti e l'angoscia d'una ragazza con un caschetto corto biondo (se stessa, Rihanna) mentre scuote la testa, rizza più volte il petto o tende il braccio per la libertà. Accanto a Rihanna seduta o alzata, una ragazza coi capelli biondo-neri, sta tentando in posizione supina di liberarsi da alcune catene che la imprigionano, divincolandosi invano. Intanto un'altra giovane (Rihanna) immersa in un ambiente color seppia ambrato (il cui sfondo non s'intravede perché dietro sembra esserci il bianco e il dissipamento d'una luce), scuote la testa con le mani sulle tempie: inizia quindi il primo ritornello.
Nel primo ritornello Rihanna viene sollevata dai suoi compagni, balla e compie dei movimenti a scatti (l'immagine è definita e semisfocata): la si vede pure con il caschetto biondo nell'altro ambiente oscurato mentre ripete il titolo della canzone. Poi si scosta dall'ambiente semilucente per spostarsi, sempre col ventaglio, nell'ambiente oscuro e poggia la mano sulla testa d'un uomo. Muovendosi un po' a scatti e un po' in modo fluttuante, si ritrova prima alzata che canta e poi la vediamo con frangia, mentre è poggiata su una colonna. Porta una catena al collo e ha un tubo di legno con cui è legata da una catena. Esponendo la sua disperazione con il supporto della Rihanna tutta nera, poi si sposta a sedurre sola un manichino, lo guarda e gli solleva un braccio, per poi alzarsi lei stessa in un moto di frenesia.
Il secondo ritornello mostra Rihanna ancora nell'ambiente sfocato color seppia, con movimenti veloci e repentini insieme ai suoi compagni: essi affrontano la loro disperazione e la loro malinconia per essere in luoghi così oscuri, lontani dalla luce senza possibilità di riemergere alla luce e alla vita vera. Quando l'artista li incita, cantando che c'è sempre una speranza, gli altri la seguono in un ballo frenetico o veloce con un ritmo incalzante e impetuoso, con le scene che si sovrappongono a Rihanna tutta nera, a sfalsamenti di passaggio repentino o a offuscamenti per poi tornare alla definizione. Intanto, la cantante è mostrata vestita sexy, con un abitino aderente e semitrasparente, ricamato sulle linee e le sue curve, con dei ragni che le camminano su tutto il corpo per poi ripresentarsi seduta, alzata o col caschetto biondo. Infine si presenta distesa su una panca o su un muretto piccolo.
La cantante viene poi mostrata mentre, vestita con un abito grigio e largo, si dimena e canta; la vediamo nuovamente con delle catene ai polsi e alle caviglie; cerca di alzarsi e di staccarsi dalla prigionia, ma le catene non si scostano e Rihanna si risiede con risentimento. Tenta un'altra volta di liberarsene, ma alza la testa e l'immagine passa repentina con l'ultimo ritornello. L'artista si trova vestita di nero con la sovrapposizione dell'ambiente ambrato, con dei riflessi e delle velature passanti sui ragazzi e i suoi compagni, poi Rihanna si ritrova insieme a loro e canta a squarciagola. Poi si ritrova dietro le sbarre e infine seduta o alzata. Le ultime immagini mostrano la ragazza con il viso e il braccio sollevato, mentre viene smistata in altre inquadrature fino all'ultima in cui pronunzia un: "Ooohh" lungo e denso. L'ultima scena la ritrae mentre si volta seduta verso lo schermo con un ultimo suono, e l'obiettivo si offusca lentamente.

## Accoglienza
Disturbia ha ricevuto buoni responsi dai critici contemporanei. Josh Tyrangiel del Time ha esaltato "le melodie da palle di gomma che sfrecciano nella tua testa". Bill Lamb da About.com ha dato al brano quattro stelle su cinque e lo ha definito un "istantaneo colpo sulla pista da ballo" con un testo "emozionante" e ha detto che contiene "la sonorità di una hit immediata". Lamb ha inoltre considerato che Disturbia è il passo più progredito e confidenziale a livello vocale operato da Rihanna sino a quel momento, che le ha reso l'autorità di una star ormai rinomata. Alex Fletcher dal Digital Spy ha affermato che per essere il settimo singolo estratto da un'artista, Disturbia è probabilmente uno dei più grandi successi di Rihanna ed è la dimostrazione che la cantante stia dominando il 2008 come ha fatto nel 2007". Ha anche affermato che il brano è "baldoria electro divertente piena di ritmi scottanti ed effetti vocali pazzeschi". Fraser McAlpine dalla BBC Music ha affermato che i punti a favore del brano sono i lamenti gelidi di Rihanna, il ritornello delirante e la melodia degli Eiffel 65".
Spence D di IGN ha scritto che il brano propone l'infernale motivo "Bum-bum-be-dum-bum-bum" che sevizia le nostre menti.
About.com ha iscritto Disturbia alla numero due, dietro a Umbrella, nella propria classifica dei "Brani più belli di Rihanna", e alla numero otto in quella dei "Migliori usi di Auto-Tune nelle musica pop".

## Versione italiana
Anche una versione italiana della canzone è stata scritta, cantata dal giovane Luca Reggi e trasmessa a partire dall'aprile 2009 dalla radio.

## Classifiche

### Classifiche settimanali
| Classifica (2008-09) | Posizione massima |
| -------------------- | ----------------- |
| Australia            | 6                 |
| Austria              | 4                 |
| Belgio (Fiandre)     | 1                 |
| Belgio (Vallonia)    | 4                 |
| Canada               | 2                 |
| Danimarca            | 4                 |
| Finlandia            | 2                 |
| Francia              | 3                 |
| Germania             | 5                 |
| Irlanda              | 4                 |
| Italia               | 14                |
| Norvegia             | 3                 |
| Nuova Zelanda        | 1                 |
| Paesi Bassi          | 12                |
| Regno Unito          | 3                 |
| Spagna               | 10                |
| Stati Uniti          | 1                 |
| Svezia               | 4                 |
| Svizzera             | 4                 |
| Ungheria             | 9                 |

### Classifiche di fine anno
| Classifica (2008) | Posizione |
| ----------------- | --------- |
| Australia         | 22        |
| Austria           | 45        |
| Belgio (Fiandre)  | 23        |
| Belgio (Vallonia) | 71        |
| Canada            | 8         |
| Francia           | 49        |
| Germania          | 41        |
| Irlanda           | 18        |
| Nuova Zelanda     | 21        |
| Paesi Bassi       | 51        |
| Regno Unito       | 18        |
| Stati Uniti       | 16        |
| Svezia            | 36        |
| Svizzera          | 21        |
| Classifica (2009) | Posizione |
| Canada            | 91        |
| Spagna            | 46        |
| Stati Uniti       | 77        |
| Svizzera          | 74        |